# أكبر بك
أكبر بك (5 مايو 1974 - )  (بالإنجليزية: Akbar Baig)‏ هو لاعب كريكت أوغندي. شارك مع منتخب أوغندا الوطني للكريكت.